# Агнищево
Агни́щево — деревня в Лотошинском районе Московской области России, входит в состав сельского поселения Ошейкинское. Население — 73 чел. (2010).

## География
Расположена на западе Московской области, в южной части Лотошинского района, на автодороге Р107 Клин — Лотошино, на левом берегу безымянного притока реки Лоби, примерно в 6 км к югу от районного центра — посёлка городского типа Лотошино.
На территории зарегистрировано два садовых товарищества. Связана прямым автобусным сообщением с пгт Лотошино и городом Волоколамском. Ближайшие населённые пункты — деревни Ушаково, Курвино и Горсткино.

## Население
| 1852 | 1859 | 1926 | 2002 | 2006 | 2010 |
| ---- | ---- | ---- | ---- | ---- | ---- |
| 100  | ↘87  | ↗220 | ↘72  | ↘55  | ↗73  |

## История
Впервые упоминается на межевом плане 1784 года как деревня Огнищева.
В «Списке населённых мест» 1862 года Огнищево — владельческая деревня 2-го стана Волоколамского уезда Московской губернии по правую сторону Зубцовского тракта (из села Ярополча), в 21 версте от уездного города, при колодце, с 9 дворами и 87 жителями (41 мужчина, 46 женщин).
По данным на 1890 год — деревня Кульпинской волости Волоколамского уезда с 75 душами населения.
В 1913 году — 43 двора.
По материалам Всесоюзной переписи населения 1926 года — центр Агнищевского сельсовета Раменской волости Волоколамского уезда в 18 км от станции Шаховская Балтийской железной дороги, проживало 220 жителей (108 мужчин, 112 женщин), насчитывалось 42 крестьянских хозяйства, имелась школа.
С 1929 года — населённый пункт в составе Лотошинского района Московского округа Московской области. Постановлением ЦИК и СНК от 23 июля 1930 года округа как административно-территориальные единицы были ликвидированы.
1929—1954 гг. — центр Агнищевского сельсовета Лотошинского района.
1954—1963 гг. — деревня Ушаковского сельсовета Лотошинского района.
1963—1965 гг. — деревня Ушаковского сельсовета Волоколамского укрупнённого сельского района.
1965—1994 гг. — деревня Ушаковского сельсовета Лотошинского района.
В 1994 году Московской областной думой было утверждено положение о местном самоуправлении в Московской области, сельские советы как административно-территориальные единицы были преобразованы в сельские округа.
1994—2006 гг. — деревня Ушаковского сельского округа Лотошинского района.
С 2006 года — деревня сельского поселения Ошейкинское Лотошинского муниципального района Московской области.